# Аносовский
Ано́совский — посёлок в Тындинском районе Амурской области России. Образует сельское поселение Аносовский сельсовет.
Посёлок Аносовский, как и Тындинский район, приравнен к районам Крайнего Севера.

## История
Основан в мае 1972 года на месте железнодорожной станции Янкан, существовавшей здесь во время действия этой железной дороги в конце 1930-х годов. Назван в честь горного инженера, первооткрывателя россыпей золота в Приамурье Н. П. Аносова.

## География
Посёлок Аносовский расположен в 95 км к югу от районного центра, города Тында (дорога идёт через пос. Беленький).
Через посёлок проходит Байкало-Амурская магистраль («Малый БАМ», линия Бам — Тында) и автодорога «Лена» (участок Невер — Тында).
Посёлок стоит на правом берегу реки Силип (правый приток Тынды).
На юг от пос. Аносовский идёт дорога к пос. Муртыгит.

## Инфраструктура
- Станция Аносовская; с 1997 года восточный участок БАМа относится к Дальневосточной железной дороге.

## Население
| 2002 | 2010 | 2012 | 2013 | 2014 | 2015 | 2016 |
| ---- | ---- | ---- | ---- | ---- | ---- | ---- |
| 257  | ↘233 | ↗243 | ↘229 | ↘215 | ↘205 | ↗212 |
| 2017 | 2018 |      |      |      |      |      |
| ↘198 | ↗200 |      |      |      |      |      |